# Sympetalandra borneensis
Sympetalandra borneensis är en ärtväxtart som beskrevs av Otto Stapf. Sympetalandra borneensis ingår i släktet Sympetalandra och familjen ärtväxter. Inga underarter finns listade i Catalogue of Life.